# Зигомала
Зигомала (греч. Ζυγομαλάς, лат. Zygomalas) — знатный греческий род из Арголиды, представителями которого являются Иоанн Зигомала и его сын Феодосий Зигомала — учёные-филологи и деятели греческой православной церкви XVI века, выступившие в качестве информаторов западноевропейского учёного мира о состоянии Греции и Константинопольского патриархата под турецким владычеством.
- Иоанн Зигомала (греч. Ιωάννης Ζυγομαλάς; 1498—1584) родился в 1498 году в городе Нафплионе в Морее, принадлежавшей тогда Венеции. Для получения образования он уехал в Венецию, где изучал древнегреческий язык и классическую филологию под руководством митрополита Монемвасийского Арсения (Апостолиоса). Затем Зигомала продолжил образование в Падуанском университете. Известно, что в 1530 году он получил предложение занять место священника в греческом православном приходе в Венеции. В 1540-х годах Зигомала вернулся в Нафплион, служил нотарием и ритором при дворе местного митрополита, давал уроки древнегреческого языка. В 1549 году он приехал в Адрианополь по приглашению тамошнего митрополита Иоасафа как преподаватель греческого языка. В августе 1556 года Иоасаф был рукоположён в сан константинопольского патриарха (позднее он получил известность как Иоасаф II Великолепный). Тогда же семья Зигомала обосновалась в Константинополе, а Иоанн Зигомала начал преподавать в основанной при патриаршем дворе богословской и философской школе.  Несмотря на низложение патриарха Иоасафа II (1565) Зигомала сохранил положение при патриаршем дворе, исполнял обязанности патриаршего секретаря, в 1576 году константинопольский патриарх Иеремия II Транос официально провозгласил его «великим толкователем Писания» (Μέγας Ερμηνευτής των Γραφών). В 1575 году через посредничество члена австрийской дипломатической миссии Стефана Герлаха Иоанн Зигомала вступил в переписку с протестантским профессором Тюбингенского университета Мартином Крузием (Крузе). По просьбам Крузия Зигомала отправлял в Тюбинген копии греческих книг, в письмах сообщал сведения о бытовой и церковной жизни греческого православного населения. Известно имя супруги Иоанна Зигомалы — Грациоза; у них было две дочери и два сына. Иоанн Зигомала скончался в Константинополе в 1584 году.
- Феодосий Зигомала (греч. Θεοδόσιος Ζυγομαλάς; 1544—1607) родился в Нафплионе, образование получил под руководством своего отца. С 1564 года Феодосий служил нотарием и писцом при дворе константинопольского патриарха, в 1574 году стал пронатарием, а к 1591 году получил чин «дикеофилака» (букв. «хранитель права»). Также как отец, и даже в большей степени, Феодосий Зигомала поддерживал переписку с Мартином Крузием. Вероятно именно отец и сын Зигомала были авторами ответов константинопольского патриарха Иеремии II Траноса на Аугсбургское исповедание, присланное из Германии. Сведения, сообщённые Зигомала Крузию, дали обширный материал для его труда «Turcograecia».